# Pieczychwosty (obwód lwowski)
Pieczychwosty (ukr. Печихвости) – wieś na Ukrainie, w rejonie lwowskim (wcześniej w rejonie kamioneckim) obwodu lwowskiego. Wieś liczy 683 mieszkańców (2022 r).
W II Rzeczypospolitej do 1934 samodzielna gmina jednostkowa. Następnie należała do zbiorowej wiejskiej gminy Kłodno Wielkie w powiecie żółkiewskim w woj. lwowskim. Po wojnie wieś weszła w struktury administracyjne Związku Radzieckiego.